# Janez Vodopivec
Janez Vodopivec, slovenski teolog in publicist, * 6. april 1917, Ljubljana, † 29. oktober 1993, Rim, Italija.
Rodil se je očetu krojaču Ivanu in materi Frančiški (rojeni Ličen). Vodopivec je v letih 1935−1941 v Ljubljani študiral filozofijo in  teologijo, bil 1941 posvečen v duhovnika in 1942 promoviran za doktorja teologije. V letih 1945−1947 je bil docent za dogmatiko na izseljenski slovenski teološki fakulteti v Praglii (Italija), od 1949 docent, ter od 1953 izredni in od 1961 redni profesor za fundamentalno teologijo (osnovno bogoslovje) na urbanijanski univerzi v Rimu, ter od 1968–1972 dekan njene teološke fakultete. Leta 1978 je bil med ustanovnimi člani bogoslovne akademije v Rimu.
Vodopivec je napisal več knjig in stokovnih razprav, člankov ter ocen objavljenih v slovenskem in tujem verskem časopisju. 